# Stylogyne sordida
Stylogyne sordida är en viveväxtart som beskrevs av Carl Christian Mez. Stylogyne sordida ingår i släktet Stylogyne och familjen viveväxter. Inga underarter finns listade i Catalogue of Life.